# Conrad Felixmüller

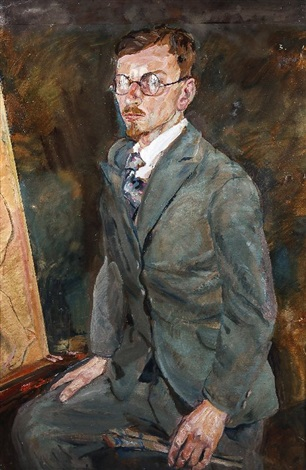
Hubert Rüther: Conrad Felixmüller, před rokem 1945

Conrad Felixmüller (* jako Conrad Felix Müller; 21. května 1897 Drážďany, Německo – 24. března 1977 Berlín, Německo) byl německý malíř pracující ve stylu Nové věcnosti a expresionismu. V roce 1937 byla jeho díla spolu s mnoha dalšími vystavena na výstavě Entartete Kunst v Mnichově.

## Život a tvorba

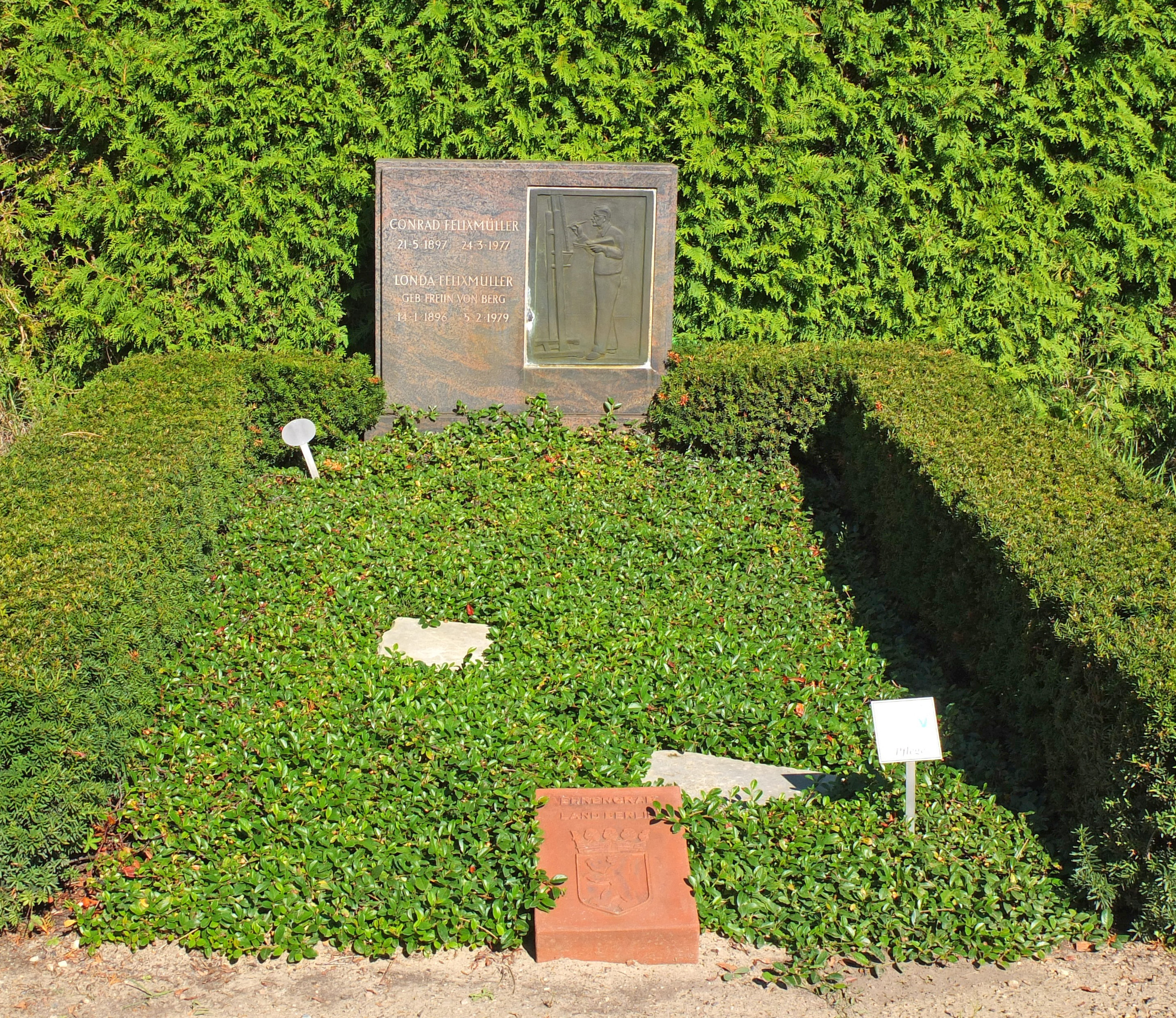
Hrob Conrada Felixmüllera na hřbitově Zehlendorf v Berlíně.

Conrad Felixmüller byl synem drážďanského továrního kováře Ernsta Emila Müllera a jeho manželky Marie Caroliny. Vyrůstal jako Conrad Felix Müller. Na radu obchodníka s uměním si v roce 1924 změnil jméno na "Felixmüller".

### Expresionistické počátky
Poté, co v roce 1911 opustil hudbu, začal na podzim 1912 studovat na Drážďanské akademii umění. Následující rok se s Peterem Augustem Böckstiegelem, který se v roce 1919 oženil s Conradovou sestrou Hannou Müllerovou, rozvinulo intenzivní přátelství. V roce 1914 se stal mistrovským studentem Carla Bantzera. Felixmüller vyvinul svou grafickou techniku dřevořezu, gravírování mědi a oceli, jakož i leptání na autodidaktickém základě.
Již v roce 1915 se stal nezávislým umělcem na volné noze a vystavoval v roce 1916 v berlínské galerii Sturm a v roce 1917 v galerii Hanse Goltze v Mnichově. V roce 1917 odmítl vojenskou službu a byl násilně naverbován jako zdravotnický personál. Od roku 1918 jej dva roky financoval wiesbadenský sběratel umění Heinrich Kirchhoff. Během této doby udržoval úzký kontakt s Wiesbadenem, kde opakovaně pobýval a kde vznikl Kirchhoffův rodinný portrét (1920, nyní v Muzeu Wiesbaden). V roce 1919 byl zakládajícím členem a prezidentem Drážďanské secesní skupiny společně s Lasarem Segallem, Ottou Dixem a Ottou Griebelem a členem skupiny Novembergruppe. Od roku 1919 do roku 1924 byl členem KPD.

## Objektivně realistická fáze
Poskytoval obrazové příspěvky pro levicové časopisy Die Aktion a Menschen, představoval život lidí v Porúří v obrazech. V roce 1928 získal Grand Prix Saské Kunstverein (Drážďany) a vystavoval v roce 1929 v berlínské galerii Gurlitt.

## Pronásledování
Propagátorem v době národního socialismu se stal Hanns-Conon von der Gabelentz. V roce 1933 postavil Conradova díla mimo zákon na výstavě Zvrhlého umění v Drážďanech. O rok později se Felixmüller přestěhoval do Berlína-Charlottenburgu. V roce 1936 bylo asi 40 jeho prací očerněno na propagandistické výstavě národních socialistů “Zvrhlé umění”, Felixmüller byl vyloučen ze spolku Verein Berliner Künstler. V roce 1937 byly jeho obrazy odstraněny ze všech veřejných sbírek a galerií. Národní socialisté v letech 1938 až 1939 zničili celkem 151 jeho děl. V roce 2012 byl však ve sbírce Schwabinger Kunstfund objeven jeho akvarel Pár v krajině (1924). V roce 1941 kvůli hrozbě bombardování přestěhoval své bydliště do Darmsdorfu. Jeho berlínské sídlo bylo zničeno při bombardování v roce 1944 a ještě téhož roku se přestěhoval do Tautenhainu poblíž Lipska. Po krátké vojenské službě (1944/45) se dostal v roce 1945 do sovětského zajetí.

## Rehabilitace
V roce 1949 byl Felixmüller jmenován profesorem na Pedagogické fakultě Univerzity v Halle. Zde vyučoval až do roku 1961 a po svém odchodu do důchodu se vrátil do Berlína-Köpenicku. V roce 1967 se přestěhoval z NDR do Berlína-Zehlendorfu (Západní Berlín), kde zemřel 24. března 1977, jen několik týdnů před svými 80. narozeninami.
Byl pohřben na hřbitově Zehlendorf. Na náhrobku je reliéf, ukazující umělce u stojanu, který vytvořil sochař Heinz Spilker.
Conrad Felixmüller byl členem Deutscher Künstlerbund.

## Soukromí
Conrad Felixmüller se v roce 1918 oženil s Londou Freiin von Berg (1896–1979). Z manželství pocházejí dva synové (Lukáš Felix Müller a Titus).

## Dílo (výběr)
Kompletní dílo Felixmüllera zahrnuje asi 2500 děl z malby, kresby a grafiky. V jeho díle tvoří hlavní motiv člověk. Felixmüller se choval jako společensky kritický expresionista, jeho obrazy mocně odrážejí scény každodenního života. Charakteristickým rysem jeho vyobrazení byl důraz na čelo a velké oči. Felixmüllerovy práce odrážejí velmi individuální charakter expresivního realismu. V průběhu dvacátých let se stále více obracel k motivům z rodinného prostředí. Umělecky významný Felixmüllerův písemný majetek byl od roku 1980 umístěn v Německém archivu umění v Německém národním muzeu v Norimberku.
- 1920: Raoul Hausmann, Lindenau-Museum Altenburg
- 1924: Titus im Herbstwald, soukromá sbírka
- 1926: Luca im Papierhut, soukromá sbírka
- 1927: Selbstbildnis mit Frau, Stiftung Museum Kunstpalast, Düsseldorf
- 1927: Hochofenarbeiter, Deutsches Historisches Museum, Berlín
- 1928: Zeitungsjunge, Lindenau-Museum Altenburg
- 1951/52: Emporenbilder v kostele Jacobuskirche zu Tautenhain[6]

## Ocenění
- 1920: Saská státní cena (Rompreis) za obraz těhotné ženy Schwangere im Herbstwald
- 1928: Velká cena za malířství Saské umělecké asociace za vizuální dílo Liebespaar von Dresden
- 1931: Saská státní cena za malířství

## Výstavy
Jeho díla byla vystavena na mnoha výstavách v obou částech Německa i v zahraničí.
- Aquarelle und Zeichnungen zur Bergarbeiterthematik, Kronprinzenpalais, Berlín; 1922.
- Felixmüller Böckstiegel Arbeitswelten. Kunsthalle Bielefeld; 2007
- Conrad Felixmüller. Zwischen Kunst und Politik. Museum Gunzenhauser, Kunstsammlungen Chemnitz; 25. listopadu 2012 - 7. dubna 2013, potom Städtische Galerie Bietigheim-Bissingen a Ernst-Barlach-Haus, Hamburk.
- Conrad Felixmüller – Werke aus dem Besitz von Peter August Böckstiegel. Peter-August-Böckstiegel-Haus Werther (Westf.); 2013
- Conrad Felixmüller – Zwischen Expressionismus und Neuer Sachlichkeit. Haus Opherdicke. 59439 Holzwickede; 2017

### Katalogy
- Emilio Bertonati: Neue Sachlichkeit in Deutschland, Herrsching 1988, ISBN 3-88199-447-5
- Jutta Hülsewig-Johnen: Conrad Felixmüller – Peter August Böckstiegel: Arbeitswelten. Dresden/Bielefeld 2006/07, ISBN 3-87909-900-6
- Ulrich Krempel (vyd.): Conrad Felixmüller: die Dresdner Jahre, 1910–1934, Ausstellung in der Gemäldegalerie Neue Meister Dresden und im Sprengel-Museum Hannover, Köln 1997
- Ingrid Mössinger a Thomas Bauer-Friedrich (vyd.): Conrad Felixmüler. Zwischen Kunst und Politik. Textbeiträge von Thomas Bauer-Friedrich, Katharina Heider, Jutta Penndorf a Barbara Wiegand-Stempel. Kunstsammlungen Chemnitz, Chemnitz 2013.